# Bronvaux
Bronvaux è un comune francese di 547 abitanti situato nel dipartimento della Mosella nella regione del Grand Est.

## Storia

### Simboli
Lo stemma è stato concesso il  17 aprile 1958. I barbi sono simbolo del Ducato di Bar a cui apparteneva Bronvaux; il mantellato è un riferimento all'abbazia di Saint-Martin-lès-Metz a Ban-Saint-Martin, proprietaria della signoria; la graticola è attribuito di san Lorenzo, patrono della parrocchia.

## Società

### Evoluzione demografica
Abitanti censiti